# Cabeço d'Or i la Grana
Cabeço d'Or i la Grana este o arie protejată (arie de protecție specială avifaunistică — SPA) din Spania întinsă pe o suprafață de 5.027,24 ha, integral pe uscat.

## Localizare
Centrul sitului Cabeço d'Or i la Grana este situat la coordonatele 38°32′19″N 0°23′40″W / 38.5386°N 0.3944°V.

## Înființare
Situl Cabeço d'Or i la Grana a fost declarat arie de protecție specială avifaunistică în iunie 2009 pentru a proteja 13 specii de animale.

## Biodiversitate
Situată în ecoregiunea mediteraneană, aria protejată conține 9 habitate naturale: Matorral arborescenți cu Juniperus spp., Pajiști carstice calcaroase sau bazofile, de Alysso-Sedion albi, Pseudostepă cu ierburi și specii anuale de Thero-Brachypodietea, Păduri de Quercus ilex și Quercus rotundifolia, Pajiști umede mediteraneene cu ierburi înalte de Molinio-Holoschoenion, Galerii și tufărișuri riverane sudice (Nerio-Tamaricetea și Securinegion tinctoriae), Tufărișuri termo-mediteraneene și de pre-deșert, Tufărișuri halo-nitrofile (Pegano-Salsoletea), Păduri endemice cu Juniperus spp..
La baza desemnării sitului se află mai multe specii protejate de  păsări (13): fâsă-de-câmp (Anthus campestris), acvilă de munte (Aquila chrysaetos), buha (Bubo bubo), ciocârlie-cu-degete-scurte (Calandrella brachydactyla), caprimulg (Caprimulgus europaeus), șerpar (Circaetus gallicus), șoim călător (Falco peregrinus), Galerida theklae, Hieraaetus fasciatus, ciocârlie de pădure (Lullula arborea), Oenanthe leucura, Pyrrhocorax pyrrhocorax, silvie de tufiș (Sylvia undata).